# Оливера, Хуан Мануэль
Хуа́н Мануэ́ль Оливе́ра (исп. Juan Manuel Olivera López; род. 14 августа 1981[…], Монтевидео) — уругвайский футболист, выступавший на позиции нападающего; тренер. Оливера становился чемпионом трёх южноамериканских стран — Уругвая, Парагвая и Чили. В 2009 году был признан лучшим легионером чемпионата Чили.

## Биография
Хуан Мануэль Оливера начинал профессиональную карьеру в клубе «Данубио» в 2001 году и спустя три года помог своей команде во второй раз в истории стать чемпионом Уругвая, после чего перешёл на правах аренды в аргентинский «Сан-Лоренсо». В следующем году он выступал за мексиканский «Крус Асуль», но провёл за эту команду в Клаусуре лишь два матча (в которых, впрочем, забил два гола), а вторую половину года провёл на правах аренды в «Универсидад де Чили».
После недолгого возвращения в «Данубио» и полутора лет, проведённых в Азии, в 2008 году Оливера присоединился к парагвайскому «Либертаду», который был во второй половине 2000-х годов сильнейшим клубом страны и стабильным участником плей-офф Кубка Либертадорес. С «Либертадом» Оливера выиграл два чемпионата Парагвая, после чего во второй раз пришёл в «Универсидад де Чили». В 2009 году Оливера был признан лучшим иностранным игроком чемпионата Чили, а «У. де Ч.», не в последнюю очередь благодаря Оливере (которого в Чили стали называть «Голивера»), выиграл Апертуру 2009.
В 2010 году Оливера выступал за саудовский «Аль-Шабаб», а в 2011 году вместе с «Пеньяролем» сумел дойти до финала Кубка Либертадорес, чего уругвайским клубам не удавалось сделать с 1988 года. После столь громкого успеха (даже несмотря на поражение в финале от «Сантоса»), состав «ауринегрос» подвергся большим изменениям — многих лидеров купили богатые зарубежные клубы. Уехал в ОАЭ и Оливера, однако спустя год вернулся в стан «карбонерос».
В Апертуре 2012 Хуан Мануэль Оливера стал главной ударной силой в треугольнике нападающих «Пеньяроля»: Марсело Салайета — Оливера — Фабиан Эстоянофф. В десяти первых турах «ХМ19» отметился одиннадцатью забитыми голами.
В 2015—2017 годах вновь выступал за «Данубио», после чего перешёл в столичный «Ривер Плейт», в котором выступал до 2021 года. После вылета «Данубио» во Второй дивизион Оливера в последний раз решил вернуться в свой родной клуб. В результате Флако помог «франхе» занять второе место в чемпионате и добиться права на возвращение в элитный уругвайский дивизион. После этого 41-летний Хуан Мануэль Оливера объявил о завершении спортивной карьеры.

## Достижения
Командные
- Чемпион Уругвая (1): 2004
- Чемпион Парагвая (2): 2008 (Апертура), 2008 (Клаусура)
- Чемпион Чили (1): Ап. 2009
- Финалист Кубка Либертадорес (1): 2011

Личные
- Лучший бомбардир чемпионата Уругвая (1): 2012/13
- Лучший бомбардир Лигильи Уругвая (1): 2006
- Лучший легионер чемпионата Чили (1): 2009